# Dinoceras
Dinoceras é um gênero extinto de dinoceratos, uma ordem de mamíferos com protuberâncias ósseas na cabeça.